# 血鏈球菌
血链球菌是一种革兰氏阳性兼性厌氧球菌，它也是一種草綠色鏈球菌。血鏈球菌是人类口腔中一種常見的球菌，特别是在牙菌斑中，血鏈球菌更易見到。